# Эжвинский район
Эжвинский район города Сыктывкара (неформально — Эжва) расположен примерно в 14 км на северо-запад от исторического центра Сыктывкара на левом берегу Вычегды. 

## Этимология
Название происходит от названия реки Эжва что в переводе с коми языка эж — «луг», «трава», «зелень» и ва — «вода», то есть Эжва — «луговая вода».

## История
1586 год — первое упоминание об Эжве, когда в писцовой книге она была впервые упомянута как слобода — «починок Слободка Шульгина на реке Чолве». С ростом численности населения менялся и статус Слободки. Сначала это был починок, затем — деревня. В конце XIX века, когда был создан самостоятельный приход Никольской церкви, Слобода становится погостом, а в начале XX века — это уже большое село.
До 1780 года — Слобода входила в состав Усть-Сысольской волости, Яренского уезда Архангелогородской губернии, после чего вошла в состав Вологодского наместничества. После 1780 года вошла в состав Богоявленской волости Усть-Сысольского уезда, центром которого было село Зеленец.
1 июня 1910 года была образована новая Слободская волость с центром в селе Слобода.
26 марта 1918 года общим собранием крестьян и вернувшихся с войны солдат в Слободе был провозглашена советская власть. Первым председателем Слободского Совета стал участник Первой мировой войны Михаил Коданёв.
1929 год — при советской власти, Слобода вошла в состав Усть-Сысольского района Северного края, центром которого стал город Усть-Сысольск (ныне Сыктывкар). В 1930 году Слободской сельский совет стал входить в Сыктывкарский район.
Февраль 1935 года — Слобода перешла во вновь образованный Сыктывдинский район с центром в селе Выльгорт.
1957 год — Совет министров и Госплан СССР приняли решение о создании в Слободе лесопромышленного комплекса (Сыктывкарский лесопромышленный комплекс, ныне АО «Сыктывкарский ЛПК»).
1958 год — Слободской сельский совет был предан в административное подчинение Сыктывкару.
5 августа 1963 года — Указом Президиума верховного Совета РСФСР рабочий посёлок Слобода переименован в рабочий посёлок Эжва. 13 декабря 1968 г. Указом Президиума верховного Совета РСФСР рабочий посёлок Эжва был включен в черту г. Сыктывкара и образован Эжвинский район г. Сыктывкара.
1998 год — Эжвинский район города Сыктывкар получил статус внутригородского муниципального образования.
14 марта 2004 года — в ходе местного опроса инициированного депутатами Совета МО «Эжвинский район г. Сыктывкара» в связи с новым федеральным законом о местном самоуправлении жители Эжвы большинство голосов (около 82 %) высказались за создание города Эжва.
21 мая 2004 года — Государственный Совет Республики Коми большинством голосов («За» — 25 депутатов, «воздержался» — 1) был принят Закон РК «Об образовании города республиканского значения».
11 августа 2004 года — Верховный суд Республики Коми по заявлениям шести граждан рассмотрел дело о признании противоречащим федеральному законодательству и недействующим Закона РК «Об образовании в РК города районного значения в границах Эжвинского района г. Сыктывкара». Решением Верховного суда РК Закон РК признан соответствующим законодательству за исключением отдельной его нормы по установлению границ населенного пункта. Данное решение было обжаловано заявителями и направлено для рассмотрения в кассационную инстанцию 13 сентября 2004 года.
17 сентября 2004 года — Конституционный суд РК вынес решение по делу, которым признал не соответствующим Конституции РК вышеназванный Закон РК в той мере, в которой Закон принят без учёта мнения населения города Сыктывкара.
17 ноября 2004 года — Верховный суд РК рассмотрел кассационные жалобы и принял решение об отмене решения Верховного суда РК и прекращении производства по делу.
18 февраля 2005 года — Государственный Совет РК принял Закон РК о территориальной организации местного самоуправления в Республике Коми. В соответствии с Федеральным законом «Об общих принципах местного самоуправления в Российской Федерации» данным Законом РК предусмотрено упразднение с 1 января 2006 года МО «Эжвинский район г. Сыктывкара» и прекращение деятельности органов местного самоуправления муниципалитета.
1 января 2006 года — МО «Эжвинский район г. Сыктывкара» преобразовано в Эжвинский район МО городского округа «Сыктывкар». По Уставу МО ГО «Сыктывкар», опубликованному 22 февраля 2006 года в газете «Панорама столицы», Эжвинский район является частью территории города, которая выделена в целях рациональной организации управления городским хозяйством, улучшения обслуживания населения и приближения органов местного самоуправления в муниципальном образовании к населению.
По мере роста комбината строились жилые кварталы Эжвы, развивалась современная городская инфраструктура. Судьба большей части жителей района и до сих пор так или иначе связана с «Сыктывкарским ЛПК».
В настоящее время Эжва — район города Сыктывкара, имеющий свою администрацию.
В 2020 году в Эжвинской городской больнице коронавирусной инфекцией COVID-19 заразились более 50 человек.

## Население
| 2002    | 2009    | 2010    | 2012    | 2013    | 2014    | 2015    |
| ------- | ------- | ------- | ------- | ------- | ------- | ------- |
| 55 725  | ↗58 396 | ↘56 207 | ↗57 163 | ↗57 885 | ↗58 659 | ↗59 324 |
| 2016    | 2017    | 2018    | 2019    | 2020    | 2021    |         |
| ↗60 136 | ↗60 757 | ↗61 313 | ↗61 704 | ↗62 027 | ↘49 275 |         |

Численность населения Эжвы составляет примерно четверть населения города Сыктывкара и 5,5 процентов населения Республики Коми.

## Экономика и промышленность
Доля Эжвинского района в объёме промышленного производства Сыктывкара составляет более 76 процентов. На предприятия района приходится около 19 процентов промышленного производства в целом по Республике Коми. Согласно данным Госкомстата, по объёму промышленной продукции Эжвинский район занимает второе место в Республике Коми, уступая лишь Усинску.
Ведущей отраслью экономики района является деревообрабатывающая и целлюлозно-бумажная промышленность, в районе успешно развиваются строительные и транспортные предприятия, жилищно-коммунальная отрасль, связь, торговое и бытовое обслуживание населения. По ряду основных социально-экономических показателей в расчёте на душу населения район превосходит центральную часть Сыктывкара и Республику Коми.

## Архитектура
Эжва застраивалась по принципу плотной плановой застройки на месте деревни Слобода. Две основные улицы — улица Мира и проспект Бумажников, идущие вдоль реки, — пересекаются рядом коротких улиц, делящих территорию района на микрорайоны. Здания района типовые, из кирпича и бетона, без архитектурных изысков. Есть несколько скверов. Из памятников наиболее заметный — стела строителям Сыктывкарского лесопромышленного комплекса на проспекте Бумажников.

### Список улиц Эжвинского района

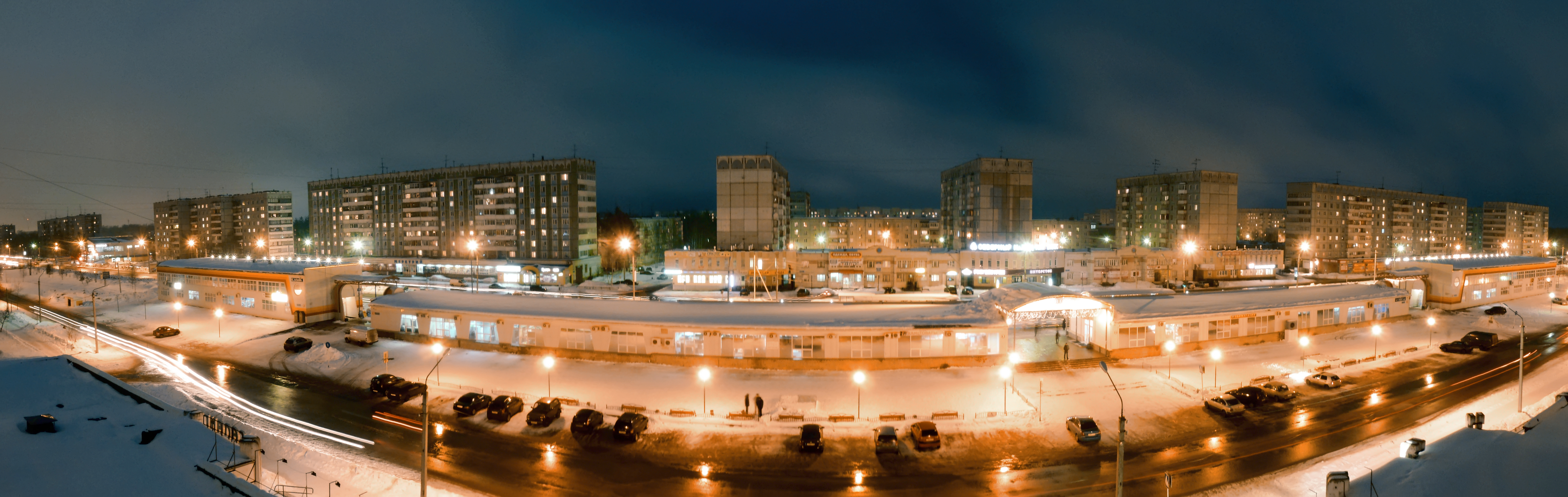
Стандартная застройка вдоль проспекта Бумажников

- ул. Борисова
- просп. Бумажников
- Весенняя ул.
- Емвальская ул.
- ул. Калинина
- ул. Космонавтов
- ул. Комарова
- ул. Лесная
- ул. Маяковского
- ул. Менделеева
- ул. Мира
- Набережный проезд
- ул. Славы
- Слободская ул.
- ул. Старшины Борисова
- Ухтинское шоссе
- Школьный пер.
- пос. Строитель

## Культура
Литературно-театральный музей им. Н. М. Дьяконова посвящён автору пьесы «Свадьба с приданым» и становлению коми театра.
Музей истории лесопромышленного комплекса рассказывает о комсомольской стройке, в результате которой был построен поселок и один из крупнейших в Европе лесохимических комбинатов.
Экспозиция этнографического музея Слободы размещена в избе из деревни Слобода, в которой родился коми писатель Иван Коданёв.
50-летие Эжвы
В августе 2013 года Эжвинский район отметил 50-летний юбилей. В честь праздника местные жители раскрасили канализационные люки. На праздничном концерте выступила московская рок-группа «Рондо» и Александр Иванов.